# Brunna gruvor
Brunna gruvor är ett område med före detta järnmalmsgruvor i Skärtomt, Uppsala kommun och -län, senast brutna 1922. Gruvorna började brytas under 1800-talet,i intensivare skala 1874, då Brunna Gruvaktiebolag bildades. Malmen gick till Söderfors bruk, som efterhand blev ägare till gruvorna, och när Stora Kopparbergs Bergslags AB tog över bruket 1907 blev de även ägare till gruvorna. Malmen gick per linbana till järnvägsstationen i Vattholma, och därifrån till Söderfors med tåg. Totalt togs över 120 000 ton malm upp ur gruvorna, varav 16 300 ton togs upp genom magnetisk separation ur varphögarna 1937–1938. Brunnas djupaste schakt ligger i Maskingruvan och är 200 meter djupt. Denna gruva, som byggdes efter ett ras i Norrgruvan (130 meter djup) 1882, övergavs 1893 efter att rasrisken blev för stor. Vid gruvområdet finns en gruvfogdebostad byggd 1915, samt en äldre dito som troligen är ditflyttad.

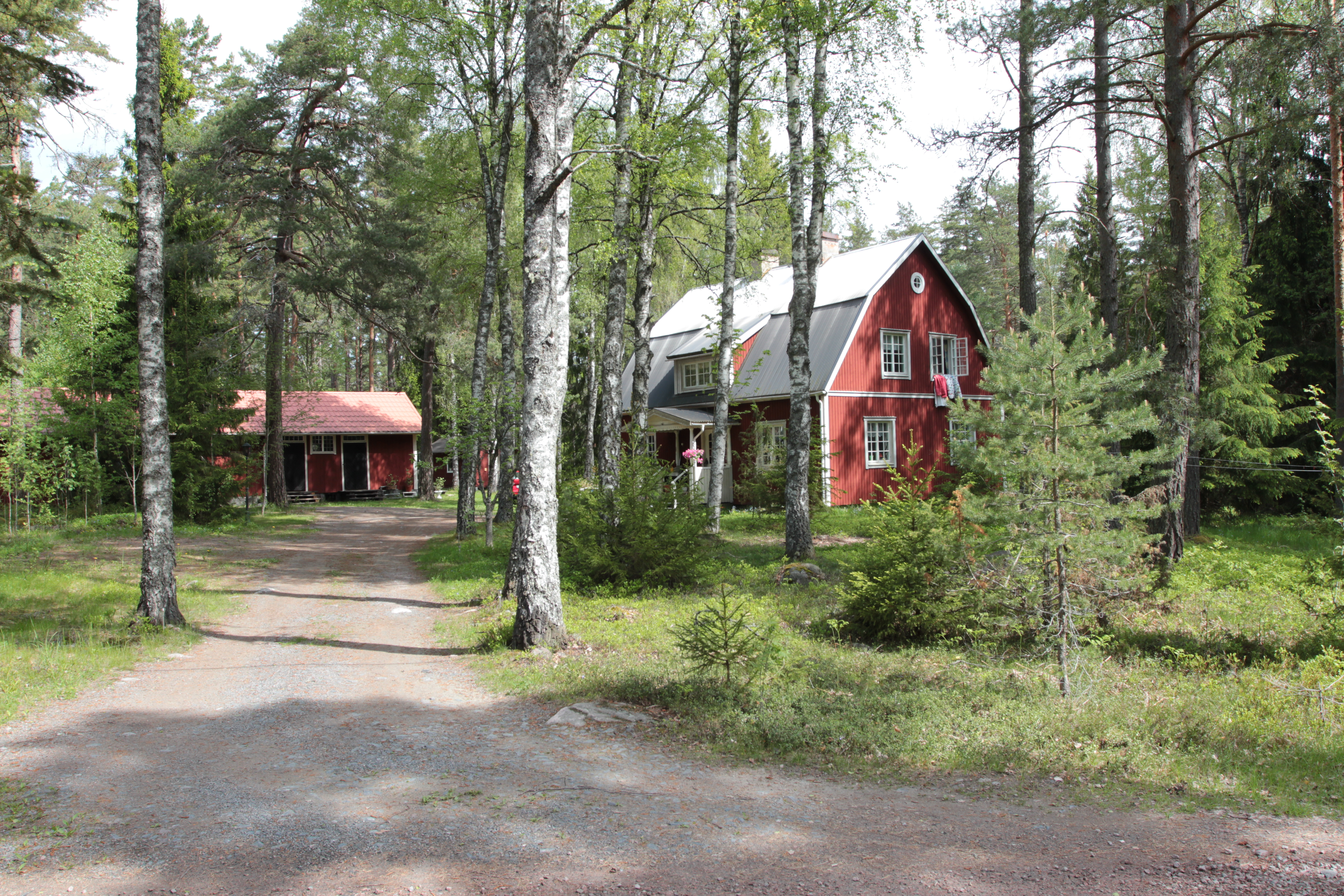
Det nyare fogdebostället
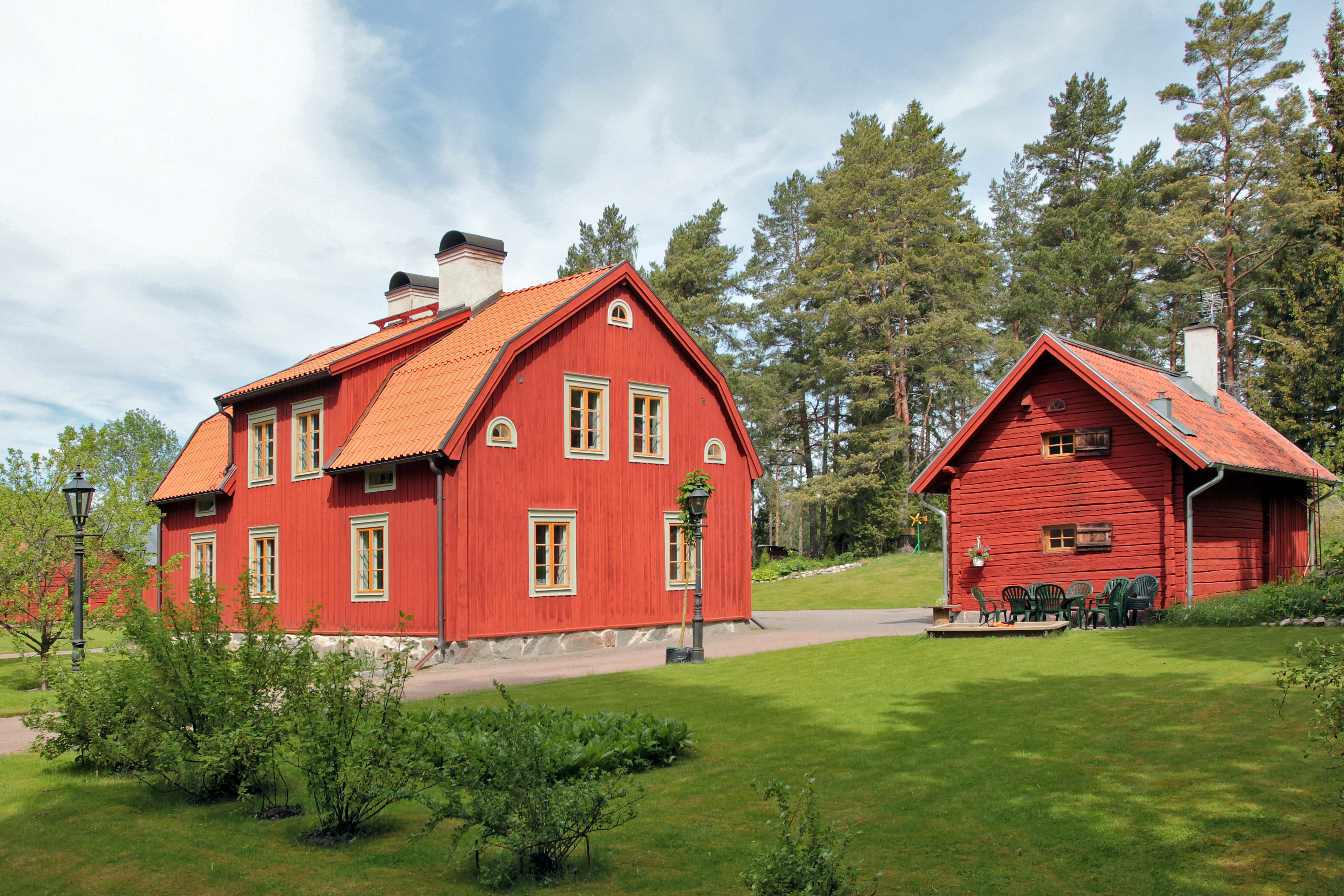
Det äldre fogdebostället
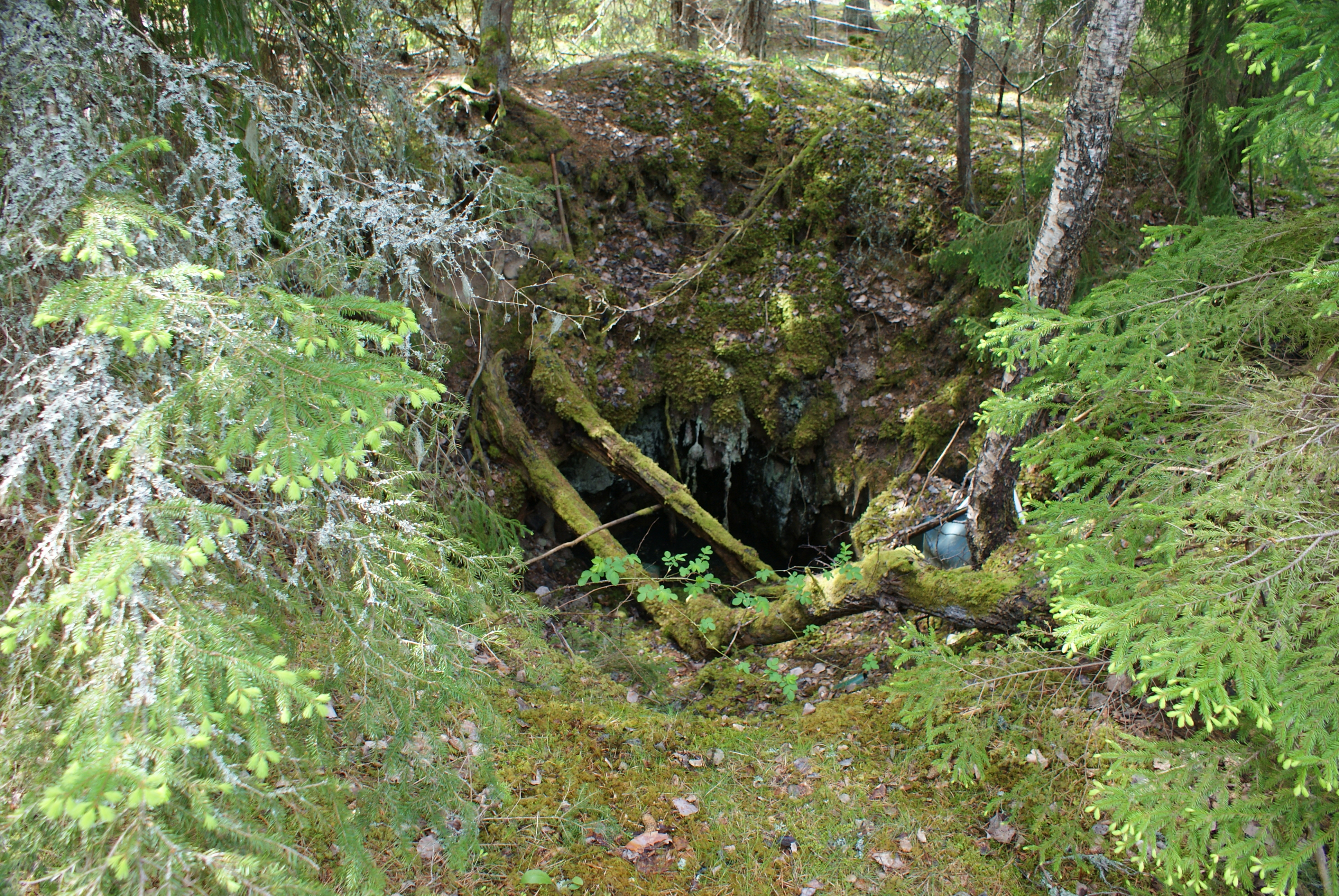
Gruvhål

## Lista över Brunna gruvor
- Britanniagruvan
- Brunnagruvan
- Brunna Smedsgruva
- Krongruvan
- Maskingruvan
- Mellangruvan
- Norrgruvan
- Nygruvan
- Västergruvan
- Östra Maskingruvan